# Fábio Espinho
Fábio Ricardo Gomes Fonseca, dit Espinho, né le 18 août 1985 à Espinho au Portugal, est un footballeur portugais, qui évolue au poste de milieu de terrain.

## Biographie
Au cours de son passage en Bulgarie, Espinho dispute 18 matchs en Ligue des champions, pour un but inscrit, et 9 matchs en Ligue Europa.

## Palmarès
- Avec le Ludogorets Razgrad
  - Champion de Bulgarie en 2014 et 2015
  - Vainqueur de la Coupe de Bulgarie en 2014
  - Vainqueur de la Supercoupe de Bulgarie en 2014